# Голландський майстер
«Голландський майстер» — короткометражний фільм режисера Сьюзен Сейдельман, що вийшов на екрани в 1993 році.

## Зміст
Тереза працює доглядачем в музеї. Дівчина, на відміну від своїх колег, сильно витає в хмарах. Їй дуже подобається одна картина, на якій зображений привабливий чоловік. Тереза готова годинами марити про те, щоб він став справжнім, і ось одного разу її бажання збулося, і намальований красень залишає полотно і виходить у реальний світ.

## Ролі
| Актор             | Роль |
| ----------------- | ---- |
| Міра Сорвіно      | -    |
| Аїда Туртурро     | -    |
| Шерон Анджела     | -    |
| Рік Паскуалоне    | -    |
| Чарльз Е. Гербер  | -    |
| Річард ДеДоменіко | -    |
| Вінсент Пасторе   | -    |
| Еммануель Ксереб  | -    |

## Знімальна група
- Режисер — Сьюзен Сейдельман
- Сценарист — Джонатан Бретт, Сьюзен Сейдельман
- Продюсер — Джонатан Бретт, Хартмут Колер, Регіна Циглер
- Композитор — Венді Блекстоун